# Riverton (Utah)
Pour les articles homonymes, voir Riverton.
Riverton est une municipalité américaine située dans le comté de Salt Lake en Utah. Lors du recensement de 2010, sa population est de 38 753 habitants.

## Géographie
La municipalité s'étend sur 12,63 milles carrés (32,71 km2).

## Histoire
Les premiers colons arrivent dans l'actuelle Riverton au milieu du XIXe siècle. Archibald Gardner est l'un de premiers propriétaires des lieux et donne son nom à la localité de Gardnersville. Elle prend le nom de Riverton en 1879 puis devient une municipalité en 1948.

## Démographie
La population de Riverton est estimée à 43 344 habitants au 1er juillet 2017.
| Groupe            | Riverton (2016) | Utah (2017) | États-Unis (2017) |
| ----------------- | --------------- | ----------- | ----------------- |
| Blancs            | 95,5            | 90,9        | 76,6              |
| Métis             | 1,3             | 2,5         | 2,7               |
| Asiatiques        | 1,0             | 2,6         | 5,8               |
| Océano-Américains | 0,8             | 1,0         | 0,2               |
| Afro-Américains   | 0,4             | 1,4         | 13,4              |
| Amérindiens       | 0,2             | 1,5         | 1,3               |
|                   |                 |             |                   |
| Hispaniques       | 6,5             | 7,0         | 18,1              |

Le revenu par habitant était en moyenne de 28 460 dollars par an entre 2012 et 2016, au-dessus de la moyenne de l'Utah (25 600 dollars) mais en-dessous de la moyenne nationale (29 829 dollars). Sur cette même période, 4,1 % des habitants de Riverton vivaient sous le seuil de pauvreté (contre 10,2 % dans l'État et 12,7 % à l'échelle des États-Unis).